# Martin Venedey
Martin Georg Christoph Venedey (* 8. April 1860 in Oberweiler; † 22. April 1934 in Konstanz) war ein badischer Rechtsanwalt und Politiker (DDP).

## Leben und Beruf
Martin Venedey war der Sohn des aus dem Rheinland stammenden linksliberalen Publizisten und Politikers Jakob Venedey und der badischen Frauenrechtlerin Henriette Obermüller.
Martin Venedey war von 1870 bis 1879 Schüler an den Gymnasien in Weinheim, Freiburg, Ellwangen und Rottweil. Nach dem Abitur studierte er von 1879 bis 1883 Rechtswissenschaft an den Universitäten in Würzburg (1879/80), Freiburg (1880/81), Berlin (1881/82) und Straßburg (1883). Seither gehörte er der Burschenschaft Cimbria Würzburg und der Burschenschaft Alemannia Freiburg an. Nach dem Studium begann er den juristischen Vorbereitungsdienst und es folgten die Staatsprüfungen, 1885 das erste und 1889 das zweite juristische Staatsexamen in Karlsruhe.
Von 1885 bis 1886 leistete er seinen Militärdienst als Einjährig-Freiwilliger beim 5. Badischen Infanterie-Regiment Nr. 113 in Freiburg. Seit 1889 war er als Rechtsanwalt in Karlsruhe tätig und von 1900 bis 1934 als Rechtsanwalt in Konstanz. Hier war er 1931 im Ausweisungsverfahren gegen den italienischen Antifaschisten Giovanni Bassanesi dessen Rechtsbeistand.

## Politik
Mit 31 Jahren zog Venedey nach seinem Sieg im Wahlbezirk Konstanz in die Zweite Kammer der Badischen Ständeversammlung ein. Das Abgeordneten-Mandat besaß er von 1891 bis 1899 und erneut von 1903 bis 1918. Er gehörte dort der linksliberalen demokratischen Volkspartei an, welche 1910 in der  Fortschrittlichen Volkspartei aufging. Im Landtag debattierte er talentiert und mit großem Engagement gegen den ihn störenden imperialistischen Zeitgeist. Zum Mittelpunkt seines politischen Strebens gehörten die Errichtung eines demokratischen Staates und die Schaffung sozialer Gerechtigkeit. Deshalb stand er bis 1918 in Opposition zur herrschenden Monarchie und war auch ein überzeugter Kriegsgegner. Von 1913 bis 1915 war Venedey zweiter Vizepräsident der Abgeordnetenkammer. Er leitete zeitweilig auch die parlamentarische Kommission für die Geschäftsordnung. Nach der Novemberrevolution gehörte er für die neue Deutsche Demokratische Partei kurzzeitig dem Landtag der Republik Baden an, schied jedoch aus der aktiven Politik aus, nachdem er die ihm in Aussicht gestellte Leitung des badischen Außenministeriums nicht übernehmen konnte. Während der Inflation von 1923 verlor Venedey sein Vermögen und war danach mit seiner Anwaltspraxis nicht mehr sonderlich erfolgreich, da die Anhänger der alten Ordnung davon absahen, Mandant eines streitbaren Befürworters der demokratischen Republik zu sein. Martin Venedey übte eine führende Rolle im Reichsbanner Schwarz-Rot-Gold aus, war örtlicher Vorsitzender der Deutschen Friedensgesellschaft und korrespondierte insbesondere mit den Friedensaktivisten Ludwig Quidde und Hellmut von Gerlach. Dadurch gerieten Venedey und seine Familie auf die Liste der entschiedenen Gegner des aufstrebenden Nationalsozialismus. So mussten seine beiden ältesten Söhne Hans und Hermann 1933 emigrieren und konnten nicht bei der Beerdigung ihres Vaters am 22. April 1934 in Konstanz teilnehmen. Die Beisetzung Martin Venedeys fand unter großer Anteilnahme der Konstanzer Bevölkerung statt und war ein stiller Protest gegen das noch junge NS-Regime.

## Privatleben
Martin Venedey war evangelisch und heiratete 1901 Mathilde Unglert (* 1877; † 1946), die ihm fünf Söhne schenkte. Alle fünf Söhne überlebten den Zweiten Weltkrieg, die beiden älteren Hans und Hermann in der Emigration, die drei jüngeren Jakob (* 1915), Gustav (* 1916) und Michael (* 1920) als Soldaten in der Wehrmacht.